# Ecolingüística
La ecolingüística o ecología lingüística hace referencia a una nueva aproximación teórica al estudio de las lenguas y de los discursos que las lenguas vehiculan. La ecolingüística trata la lengua bajo el aspecto de la correlación: así como en la ecología se analiza la interacción entre organismos, pero también entre organismos y medio ambiente, la ecolingüística estudia la correlación entre las lenguas así como también entre ellas y su medio ambiente, o sea, la sociedad en que se utilizan.
La ecolingüística emerge en los años 90 como un nuevo paradigma de la investigación lingüística, que ha tenido en cuenta no solo el contexto social en el cual está inmersa una lengua, sino también del contexto ecológico en el cual las sociedades están inmersas. En sentido general, la ecolingüística podría definirse en los términos de Alwin Fill como «la ciencia de las interacciones entre la lengua y el mundo».

## Ámbitos de estudio
La ecolingüística estudia la acción recíproca entre lenguas, entre los hablantes que las usan y entre las lenguas y los mundos que representan.

## Pioneros
- Uno de los más importantes pioneros de la ecolingüística fue el lingüista estadounidense Einar Haugen, quien en 1972 presentó el aspecto de la interacción en la sociolingüística y la psicolingüística.

- Otro pionero es el lingüista inglés Michael Halliday, quien en 1990 en una presentación en Salónica trajo a colación por primera vez el tema Lengua y medio ambiente. Su pregunta fue: «¿En qué medida estructuras lingüísticas e idiosincrasia de textos implican problemas ambientales? ¿Puede la lengua ayudar a mitigar problemas ambientales, por ejemplo concienciando acerca de diversas designaciones antropocéntricas?».